# Accademia internazionale delle scienze San Marino
L'Accademia internazionale delle scienze San Marino (AIS) è stata fondata a San Marino nel 1985 in base alla legge n. 127 del 31 ottobre 1985 (legge quadro sulla istruzione universitaria).
Dopo le modifiche della legge nel 1995 (legge 30 novembre 1995 n. 132) l'AIS diventò un'istituzione accademica e culturale con sede legale a Città di San Marino, all'87 di via Giacomini. Secondo il suo statuto svolge due distinti rami di attività:
- attività di insegnamento tipo ateneo
- attività accademiche e di ricerca.

Non avendo edifici propri a San Marino, l'AIS organizza corsi internazionali di una o più settimane in vari paesi. Il resto del suo programma d'insegnamento è virtuale, soprattutto basato su Internet. Una caratteristica che la rende unica è l'uso ufficiale dell'esperanto per pubblicazioni e la didattica.
Il primo preside o rettore dell'AIS fu il tedesco Helmar Frank. Nel 2008 questa carica (ora denominata "Presidenza del senato accademico") fu affidata a Fabrizio Pennacchietti.
L'AIS ha ottenuto significativi successi sia per la quantità di studenti che per l'interesse di partner, pubblici e privati.
Alla fine del 2020 AIS ha deciso di non rinnovare la personalità giuridica a San Marino conservando la registrazione in Germania.

## Facoltà (Sezioni)
1. Sezione di cibernetica
2. Sezione delle scienze umane
3. Sezione delle scienze strutturali
4. Sezione di filosofia
5. Sezione delle scienze naturali
6. Sezione delle scienze morfologiche